# San Donato Milanese
San Donato Milanese é uma comuna italiana da região da Lombardia, província de Milão, com cerca de 31.659 habitantes. Estende-se por uma área de 12 km², tendo uma densidade populacional de 2638 hab/km². Faz fronteira com Milano, Peschiera Borromeo, Mediglia, San Giuliano Milanese, Opera, Locate di Triulzi.

## Demografia
| Variação demográfica do município entre 1861 e 2011                               |
|                                                                                   |
| Fonte: Istituto Nazionale di Statistica (ISTAT) - Elaboração gráfica da Wikipedia |